# Dmitri Zabrodin
Dmitri Andreyevich Zabrodin (tiếng Nga: Дмитрий Андреевич Забродин; sinh ngày 8 tháng 4 năm 1995) là một cầu thủ bóng đá người Nga. Anh thi đấu cho F.K. Torpedo Vladimir.

## Sự nghiệp câu lạc bộ
Anh có màn ra mắt tại Giải bóng đá chuyên nghiệp quốc gia Nga cho FC Khimik Dzerzhinsk vào ngày 20 tháng 7 năm 2015 trong trận đấu với F.K. Volga-Olimpiyets Nizhny Novgorod.